# Okręty podwodne typu Balao
Okręty podwodne typu Balao – obok jednostek typu Gato, podstawowe amerykańskie okręty podwodne drugiej wojny światowej, jeden z typów fleet submarine. W trakcie zmagań wojennych 101 ze 119 wybudowanych okrętów Balao prowadziło operacje podwodne na Pacyfiku, biorąc udział w prowadzonej na tym obszarze wojnie podwodnej. W trakcie działań określanych mianem wojny na Pacyfiku, zatopionych zostało 9 okrętów typu Balao, co stanowiło około 1/5 strat amerykańskiej floty podwodnej w tym konflikcie. Okręty te jednakże wniosły duży wkład do sukcesu jednostek podwodnych amerykańskiej floty, które zatapiając ponad 50% japońskich statków handlowych, odcięły Cesarstwo Japońskie od źródeł zaopatrzenia jego gospodarki wojennej. Po zakończeniu działań wojennych duża część okrętów tego typu przeszła proces modernizacji, a 56 względnie nowych jednostek zostało przetransferowanych do flot innych państw.

## Konstrukcja
Okręty typu Balao były rozwinięciem typu Gato. Główne różnice sprowadzały się do zastosowania grubszych arkuszy stali w budowie kadłuba sztywnego, stali HTS (high tensile steel) w budowie kiosku oraz zmienionej konstrukcji jego obudowy, co pozwoliło na jej dalsze zmniejszenie. Wspomniane pogrubienie kadłuba mocnego, umożliwiło zwiększenie zanurzenia o 100 stóp w porównaniu do typu Gato. Testowa głębokość zanurzenia wynosiła 400 stóp (122 metry). Podobnie jak jednostki typu Gato, okręty Balao wyposażone zostały w radary. Początkowo był to radar dozoru powietrznego SD oraz dozoru nawodnego SJ. W późniejszych latach oba były sukcesywnie wymieniane na nowsze urządzenia.

## Historia operacyjna

### II wojna światowa

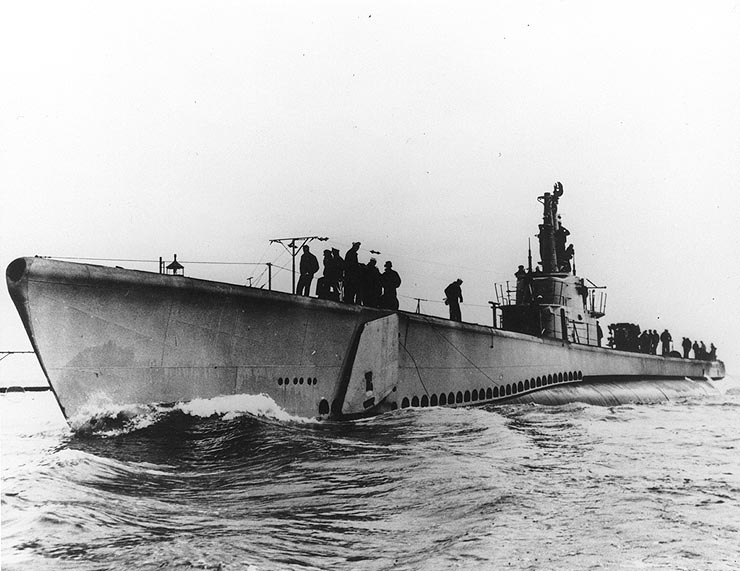
Zatopiony 3 maja 1945 roku USS "Lagarto" (SS-371)

Straty: 28 września 1943 roku Kanonierka Karatsu i samolot zatopiły USS "Cisco" na Morzu Sulu. W grudniu tego roku "Capelin" nie powrócił z patrolu na Morze Celebes. 17 października 1944 roku "Escolar" prawdopodobnie wpłynął na minę na Morzu Żółtym. Niszczyciel "Harukaze", typu Kamikaze, 24 października zatopił "Shark" w Cieśninie Luzon, tego samego dnia "Tang" został zatopiony przez jedną z własnych torped. 4 lutego 1945 roku japoński samolot zatopił "Barbel" niedaleko Palawan, w marcu tego roku "Kete" nie powrócił z patrolu w cieśninie Colnett, 3 maja 1945 roku stawiacz min Hatsutaka zatopił USS "Lagarto" w Zatoce Syjamskiej, zaś 6 sierpnia 1945 roku japoński samolot w pobliżu Bali zatopił "Bullhead".

### Okres powojenny

#### Modernizacje
W 1955 roku USS Barbero (SS-317) został przebudowany na okręt rakietowy przenoszący pociski manewrujące Regulus. "Becuna" "Blackfin" "Caiman" "Blenny" "Chivo" "Atule" "Sea Poacher" i "Sea Robin" przeszły modernizację GUPPY IA (zwiększenie pojemności baterii, zmiana kształtu kiosku na bardziej opływowy, instalacja chrap, zwiększenie prędkości podwodnej do 15 węzłów).
USS "Catfish" (SS-339), "Entemedor", "Clamagore", "Cobbler", "Cochino", "Corporal", "Cubera", "Diodon", "Dogfish", "Greenfish", "Halfbeak", "Hardhead", "Jallao", "Menhaden", "Picuda", "Bang", "Pomfret", "Razorback", "Ronquil", "Sea Fox", "Threadfin", "Stickleback" i "Tiru" przeszły przebudowę do standardu GUPPY IIA (GUPPY IA plus bardziej zaawansowane baterie akumulatorowe umożliwiające zwiększenie prędkości podwodnej do 16 węzłów).
"Clamagore", "Cobbler", "Cochino", "Greenfish", "Tiru" przeszły później modernizację GUPPY III przedłużającą ich kadłuby o 10 stóp (3 metry) celem zapewnienia dodatkowej przestrzeni dla nowego układu kontroli ognia.
"Sabalo", "Sablefish", "Tilefish", "Bergall", "Blower", "Brill", "Bumper", "Capitaine", "Carbonero", "Carp", "Cusk", "Guitarro", "Hammerhead", "Sterlet", "Scabbardfish", "Segundo", "Sea Cat", "Sea Owl", "Sennet" i "Piper" otrzymały chrapy.
"Perch" i "Sealion" zostały przebudowane na okręty transportowe, natomiast "Burrfish" przeszedł przebudowę na okręt dozoru radarowego (Radar Picket Submarine – SSR).
"Apogon", "Pilotfish" i "Skate" 1 lipca 1946 roku zostały użyte jako cele na Atolu Bikini.
26 sierpnia 1949 roku, "Cochino" zatonął w pobliżu Norwegii w wyniku eksplozji baterii, zaś 29 maja 1958 roku USS "Stickleback" został w pobliżu Hawajów przypadkowo staranowany i zatopiony przez niszczyciel eskortowy USS "Silverstein" (DE-534).

#### Transfery zagraniczne
"Lamprey" i "Macabi" zostały sprzedane do Argentyny, gdzie służyły jako Santa Fe i "Santiago Del Estero", a w latach 1971–1972 zostały pocięte na złom. Jednostki te zostały zastąpione we flocie argentyńskiej pod tymi samymi nazwami przez "Catfish" i "Chivo". W trakcie brytyjsko-argentyńskiego konfliktu o Falklandy, uczestniczący w niej jako "Santa Fe" - "Catfish", został 25 kwietnia 1982 roku ostrzelany przez brytyjskie helikoptery, wysadzony na brzeg i porzucony przez załogę w Zatoce Króla Edwarda w Georgii Południowej. "Santiago Del Estero" został wycofany ze służby w 1983 roku.
"Dogfish", "Greenfish", "Sand Lance" i "Plaice" zostały sprzedane Brazylii, gdzie służyły jako "Guanabara", "Amazonas", "Rio Grande del Sul" oraz "Bahia", po czym zostały wycofane ze służby w latach 1975-1983.
"Burrfish" został sprzedany do Kanady i zezłomowany w roku 1969, "Spot" i "Springer" zostały sprzedane Chile jako "Simpson" i "Thomson", gdzie zostały wycofane ze służby w późnych latach 70. "Scabbardfish" i "Hardhead" sprzedano do Grecji, gdzie służyły jako "Triana" i "Papanikolos" zanim zostały skreślone z listy floty na początku lat 90.
"Besugo", "Capitaine" i "Lizardfish" zostały sprzedane do Włoch jako "Francesco Morossini", "Alfredo Cappellini" oraz "Evangelista Toricelli", gdzie służyły do połowy lat 70.
Sprzedane do Holandii pod nazwami "Walrus" ("Hawkbill") i "Zeeleeuw" ("Icefish"), zostały pocięte na złom w latach 1970–1971.
"Atule" i "Sea Poacher" zostały sprzedane Peru jako "Pacocha" i "La Pedrera". W 1988 roku "Pacocha" zatonęła w wyniku kolizji, zaś "La Pedrera" została usunięta z floty w 1995 roku.
"Jallao", "Kraken", "Bang" i "Ronquil" zostały sprzedane do Hiszpanii jako "Narciso Montuirol", "Almirante Garcia de los Reyes", "Cosme Garcia" i "Isaac Peral", gdzie w latach 80. zostały pocięte na złom.
W latach 1948–1960 Turcji przekazano "Brill", "Bumper", "Hammerhead", "Blower", "Chub", "Mero", "Blueback", "Mapiro", "Guitarro", "Boarfish" i "Bergall", jako "Birinci Inöni", "Canakkale", "Cerbe", "Dumlupinar", "Gur", "Hizar Reis", "Iknici Inönii", "Piri Reis", Preveze", "Sakarya" i Turget Reis", gdzie zostały wycofane ze służby na początku lat 70. W ich miejsce Turcja otrzymała "Caiman", "Threadfin", "Sea Fox", "Razorback", "Pomfret", "Entemedor", "Cobbler" i "Corporal", po czym okręty te służyły we flocie tureckiej jako "Dumlupinar", "Birinci Inöni", "Burak Reis", "Murat Reis", "Orus Reis", "Preveze", "Canakkale" i "Ikinci Inöni", a następnie do lat 90. zostały zwrócone.
Wenezuela nabyła "Tilefish" i "Cubera" jako "Carite" i "Tiburon", zwalniając je w późnych latach 70.
Pozostałe okręty typu Balao zostały w latach 60. przeniesione do służby szkoleniowej, a następnie skreślone ze stanu floty w latach 70.